# Königsberger Aufstand
Der Königsberger Aufstand wurde von den Ständen der Stadt angeführt und ab 1656 energischer betrieben. Zu diesem Zeitpunkt begann Kurfürst Friedrich Wilhelm, der in Personalunion auch Herzog von Preußen war, mit einer großen Landbesteuerung. 

## Bedeutung
Die Stellung des Herzogs von Preußen zwischen den Mächten Schweden und Polen-Litauen war im Jahre 1648 kurz nach dem Ende des Dreißigjährigen Krieges schwach. Mit dem Königsberger Vertrag vom 17. Januar 1656, während des Zweiten Nordischen Krieges, bewahrte er Königsberg zwar vor der schwedischen Belagerung, aber die polnische Lehnshoheit wurde mit der strengeren schwedischen vertauscht, wogegen die Stände protestierten. 
1653 waren über 6.000 Einwohner Königsbergs an der Pest gestorben. Im Spätherbst 1656 schwemmte ein Tatareneinfall in Masuren eine große Zahl Flüchtlinge in die Stadt. In den Verträgen von Labiau 1656 (mit Schweden), Wehlau, Bromberg 1657 und Oliva 1660 (mit Polen), erreichte Friedrich Wilhelm die Souveränität des Herzogtums Preußen. Eigentlich sollte er von den Ständen 530.000 Taler in fünf Jahresraten erhalten, doch zwang er die Stände mehr Gelder bereitzustellen und sammelte in den Jahren 1655 bis 1661 insgesamt 12,5 Millionen Taler ein. Das Herzogtum Preußen musste mit 7 Millionen Talern den größten Teil stellen. 
Zuerst wurde der Schöffenmeister Hieronymus Roth, gefolgt von seinem Bruder, einem Jesuiten, aktiv. Roth sah den Einfluss der Stände bedroht, deren Zustimmung der Kurfürst nicht mehr einholte. 1661/1662 wandte Roth sich an den polnischen König Johann II. Kasimir, dessen Eingreifen als ehemaligem Souverän des Herzogtums gefordert wurde, was angesichts der Tatsache, dass Preußen nicht mehr dem polnischen König unterstand, dem Hochverrat gleichkam. Als die Bürger 1662 Kurfürst Friedrich Wilhelm die Akzise verweigerten, gab er den Befehl, die Kanonen der vor den Toren der Stadt liegenden Festung Groß Friedrichsburg auf Königsberg zu richten. Er selbst erschien am 18. Oktober 1662 mit 2.000 Leibgardisten in Pillau, dem Kriegshafen in Preußen. Gegen die Soldaten des Kurfürsten konnten die Königsberger nichts ausrichten und unterwarfen sich schließlich. Hieronymus Roth wurde verhaftet und zu lebenslanger Festungshaft verurteilt, die er in Peitz absitzen musste. Damit erreichte Herzog Friedrich Wilhelm die Huldigung der durch die Königsberger Bürgerschaft angeführten Preußischen Stände im Königsberger Schloss am 17./18. Oktober 1663. Dies war ein wichtiger Schritt zur Zentralisierung der brandenburgisch-preußischen Verwaltung, um eine absolutistische Herrschaft zu etablieren.